# Lista de deputados estaduais de Pernambuco da 16.ª legislatura
Esta é a lista de deputados estaduais de Pernambuco para a legislatura 2007–2011. Nas eleições estaduais um total de 49 deputados foram eleitos.

## Composição das bancadas
| Partido | Líder                     | Bancada | Posição      |
| ------- | ------------------------- | ------- | ------------ |
| PFL     | Miriam Lacerda            | 8 / 49  | Oposição     |
| PTB     | Izaías Régis              | 7 / 49  | Governo      |
| PSDB    | Carlos Santana            | 6 / 49  | Oposição     |
| PSB     | Aglailson Júnior          | 6 / 49  | Governo      |
| PT      | João da Costa             | 5 / 49  | Governo      |
| PMDB    | Claudiano Martins         | 3 / 49  | Oposição     |
| PSC     | Pastor Cleiton Collins    | 2 / 49  | Governo      |
| PDT     | Guilherme Uchoa           | 2 / 49  | Governo      |
| PMN     | Marco Antônio Barreto     | 2 / 49  | Independente |
| PTdoB   | Eriberto Medeiros         | 2 / 49  | Governo      |
| PP      | Henrique Queiroz          | 1 / 49  | Governo      |
| PL      | Sebastião Oliveira Júnior | 1 / 49  | Governo      |
| PSDC    | Edson Vieira              | 1 / 49  | Governo      |
| PCdoB   | Luciano Moura             | 1 / 49  | Governo      |
| PV      | Lourival Simões           | 1 / 49  | Independente |
| PAN     | Coronel José Alves        | 1 / 49  | Oposição     |

## Deputados Estaduais
Estavam em jogo as 49 cadeiras da Assembleia Legislativa de Pernambuco.
- Nota: Em itálico, os deputados eleitos por média.

| Deputados estaduais eleitos | Partido | Votação | Percentual | Cidade onde nasceu       | Unidade federativa |
| Pastor Cleiton Collins      | PSC     | 89.585  | 2,11%      | Petrolina                | Pernambuco         |
| Miriam Lacerda              | PFL     | 67.830  | 1,60%      | Caruaru                  | Pernambuco         |
| João da Costa               | PT      | 65.240  | 1,54%      | Angelim                  | Pernambuco         |
| Romário                     | PFL     | 62.180  | 1,47%      | Simão Dias               | Sergipe            |
| Clodoaldo Magalhães         | PSC     | 57.515  | 1,35%      | Recife                   | Pernambuco         |
| Augusto Coutinho            | PFL     | 56.813  | 1,34%      | Recife                   | Pernambuco         |
| Claudiano Martins           | PMDB    | 55.511  | 1,31%      | Itaíba                   | Pernambuco         |
| Henrique Queiroz            | PP      | 53.264  | 1,25%      | Limoeiro                 | Pernambuco         |
| Guilherme Uchoa             | PDT     | 53.149  | 1,25%      | Timbaúba                 | Pernambuco         |
| Antônio Morais              | PSDB    | 52.926  | 1,25%      | Macaparana               | Pernambuco         |
| Aglailson Júnior            | PSB     | 52.679  | 1,24%      | Recife                   | Pernambuco         |
| Elias Lira                  | PFL     | 50.106  | 1,18%      | Vitória de Santo Antão   | Pernambuco         |
| José Queiroz                | PDT     | 48.119  | 1,13%      | Caruaru                  | Pernambuco         |
| Sebastião Oliveira Júnior   | PL      | 47.364  | 1,11%      | Recife                   | Pernambuco         |
| Silvio Costa Filho          | PMN     | 46.060  | 1,08%      | Recife                   | Pernambuco         |
| Terezinha Nunes             | PSDB    | 45.775  | 1,08%      | Teixeira                 | Paraíba            |
| Raimundo Pimentel           | PSDB    | 45.286  | 1,07%      | Maceió                   | Alagoas            |
| Ciro Coelho                 | PFL     | 44.365  | 1,04%      | Casa Nova                | Bahia              |
| Maviael Cavalcanti          | PFL     | 44.228  | 1,04%      | Macaparana               | Pernambuco         |
| Ricardo Teobaldo            | PMDB    | 44.109  | 1,04%      | Limoeiro                 | Pernambuco         |
| João Negromonte             | PMDB    | 41.714  | 0,98%      | Vicência                 | Pernambuco         |
| Geraldo Coelho              | PFL     | 41.472  | 0,98%      | Petrolina                | Pernambuco         |
| Isaltino Nascimento         | PT      | 39.560  | 0,97%      | Recife                   | Pernambuco         |
| Everaldo Cabral             | PTB     | 33.956  | 0,93%      | Jaboatão dos Guararapes  | Pernambuco         |
| Edson Vieira                | PSDC    | 39.378  | 0,93%      | Santa Cruz do Capibaribe | Pernambuco         |
| Manoel Ferreira             | PFL     | 38.057  | 0,89%      | Jaboatão dos Guararapes  | Pernambuco         |
| Teresa Leitão               | PT      | 37.405  | 0,88%      | Recife                   | Pernambuco         |
| Carlos Santana              | PSDB    | 37.208  | 0,87%      | Ipojuca                  | Pernambuco         |
| Sérgio Leite                | PT      | 36.516  | 0,86%      | Recife                   | Pernambuco         |
| Ângelo Ferreira             | PSB     | 36.425  | 0,86%      | Recife                   | Pernambuco         |
| Carla Lapa                  | PSB     | 35.101  | 0,83%      | Carpina                  | Pernambuco         |
| André Campos                | PT      | 34.921  | 0,82%      | Recife                   | Pernambuco         |
| Izaías Régis                | PTB     | 33.195  | 0,78%      | Terezinha                | Pernambuco         |
| Emanuel Bringel             | PSDB    | 33.003  | 0,78%      | Araripina                | Pernambuco         |
| Pedro Eurico                | PSDB    | 32.383  | 0,76%      | Recife                   | Pernambuco         |
| Antônio Figueroa            | PTB     | 32.284  | 0,76%      | Santa Cruz do Capibaribe | Pernambuco         |
| João Fernando Coutinho      | PSB     | 32.196  | 0,76%      | Recife                   | Pernambuco         |
| Elina Carneiro              | PSB     | 31.902  | 0,75%      | Recife                   | Pernambuco         |
| Marcantonio Dourado         | PTB     | 31.863  | 0,75%      | Lajedo                   | Pernambuco         |
| Augusto César               | PTB     | 30.717  | 0,72%      | Serra Talhada            | Pernambuco         |
| Esmeraldo                   | PTB     | 29.817  | 0,70%      | São Caetano              | Pernambuco         |
| Ayrinho                     | PTB     | 29.689  | 0,70%      | Salgueiro                | Pernambuco         |
| Luciano Moura               | PCdoB   | 29.497  | 0,69%      | Recife                   | Pernambuco         |
| Lourival Simões             | PV      | 28.403  | 0,67%      | Paulo Afonso             | Bahia              |
| Ceça Ribeiro                | PSB     | 28.263  | 0,66%      | Itapissuma               | Pernambuco         |
| Eriberto Medeiros           | PTdoB   | 24.349  | 0,57%      | Recife                   | Pernambuco         |
| Barreto                     | PMN     | 20.940  | 0,55%      | São Paulo                | São Paulo          |
| Eduardo Porto               | PTdoB   | 21.525  | 0,50%      | Canhotinho               | Pernambuco         |
| Coronel José Alves          | PAN     | 15.212  | 0,36%      | Aracoiaba                | Ceará              |